# جوني أونيل
جوني أونيل (بالإنجليزية: Johnny O'Neal)‏ هو عازف جاز وعازف بيانو أمريكي، ولد في 10 أكتوبر 1956 في ديترويت في الولايات المتحدة.

## وصلات خارجية
- جوني أونيل على موقع ميوزك برينز (الإنجليزية)
- جوني أونيل على موقع أول ميوزيك (الإنجليزية)
- جوني أونيل على موقع ديسكوغز (الإنجليزية)